# Mario Andretti

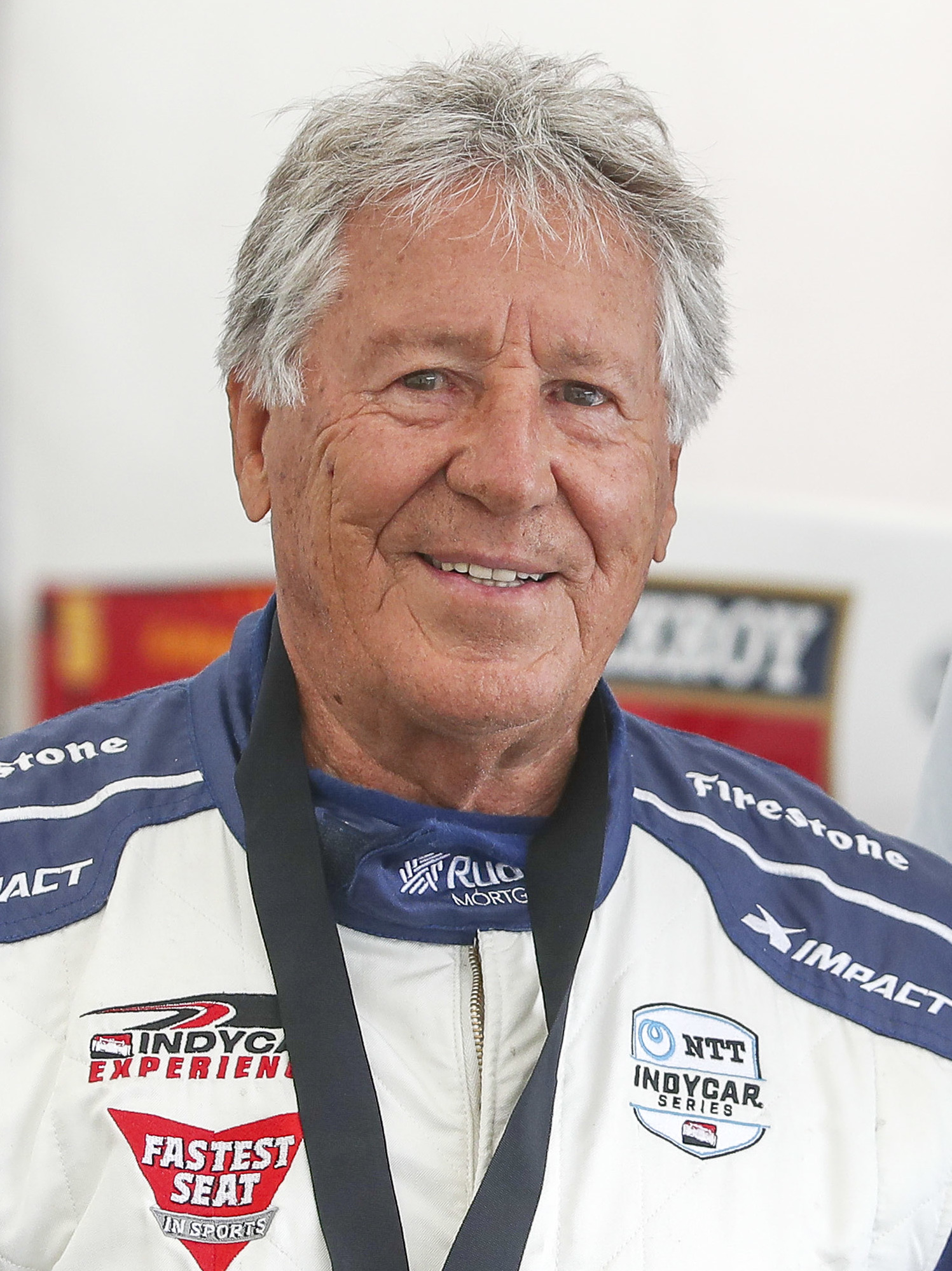
Mario Andretti (2021)

Mario Gabriele Andretti (sinh ngày 28 tháng 2 năm 1940) là một cựu tay đua ô tô người Mỹ gốc Ý, một trong những người Mỹ thành công nhất trong lịch sử môn thể thao này. Anh là một trong hai tay đua duy nhất đã giành chiến thắng trong các cuộc đua Công thức 1, IndyCar, Giải vô địch Xe thể thao Thế giới và NASCAR (người còn lại là Dan Gurney). Anh cũng giành chiến thắng trong các cuộc đua xe hơi midget và xe chạy nước rút (sprint).
Trong suốt sự nghiệp của mình, Andretti giành được 1978 Formula One World Championship, bốn danh hiệu IndyCar (ba do USAC tổ chức, một do CART tổ chức), và IROC VI. Đến nay, anh vẫn là tay đua duy nhất từng giành giải Indianapolis 500 (1969), Daytona 500 (1967) và Giải vô địch thế giới Formula One, và cùng với Juan Pablo Montoya, tay đua duy nhất đã giành chiến thắng trong cuộc đua tại NASCAR Cup Series, Formula One, và Indianapolis 500. Không có người Mỹ nào giành chiến thắng trong cuộc đua Công thức 1 kể từ chiến thắng của Andretti tại Grand Prix Hà Lan 1978. Andretti đã có 109 chiến thắng sự nghiệp trên các đường đua lớn.
Andretti đã có một sự nghiệp lâu dài trong đua xe. Ông là người duy nhất được vinh danh là Người lái xe của năm trong ba thập kỷ (1967, 1978 và 1984). Ông cũng là một trong ba tay đua đã giành chiến thắng trong các cuộc đua lớn trên đường, hình bầu dục và đường đua bùn trong một mùa, một kỳ tích mà ông đã làm được bốn lần. Với chiến thắng IndyCar cuối cùng vào tháng 4 năm 1993, Andretti đã trở thành tay đua đầu tiên giành chiến thắng trong các cuộc đua IndyCar trong bốn thập kỷ khác nhau  và là người đầu tiên giành chiến thắng trong bất kỳ cuộc đua ô tô nào trong năm.
Trong văn hóa đại chúng Mỹ, tên của ông đã trở thành đồng nghĩa với tốc độ, như với Barney Oldfield vào đầu thế kỷ XX và Stirling Moss ở Vương quốc Anh.